# Costituzione di Medina
La Costituzione di Medina (in arabo صحیفة المدینة‎?, Ṣaḥīfa al-Madīna}), chiamata anche Carta di Medina o Rescritto di Medina, fu un documento stilato dal profeta dell'Islam Maometto verso il 622. Era costituito da un accordo formale tra Maometto e tutte le tribù e i clan maggiormente significativi della città-oasi di Yathrib (in seguito definita Medina), inclusi i musulmani, gli ebrei e i pagani. Il documento fu redatto per metter fine esplicitamente al conflitto intertribale tra i clan della tribù medinese dei B. Aws e dei Khazraj.  Per effetto di esso fu individuato un certo numero di diritti e di responsabilità per la comunità islamica emigrata dalla Mecca e i musulmani di Yathrib, per gli israeliti e per i pagani, collocandoli all'interno di una nuova struttura sociale che fu chiamata Umma (Comunità).
La precisa datazione della Costituzione di Medina rimane argomento dibattuto ma per lo più gli studiosi concordano sul fatto che essa sia stata scritta poco dopo l'Egira (622).
La Costituzione fu la pietra miliare del primo Stato islamico della storia.  Il Rescritto stabiliva: la sicurezza della Comunità, le libertà di culto, il ruolo di Medina come territorio harām, ossia "sacro, inviolabile" (da cui era bandita ogni forma di violenza e l'uso delle armi), la sicurezza delle donne, stabili e cordiali rapporti intertribali all'interno di Medina, un sistema di tasse per sostenere la Comunità nel corso dei conflitti, parametri per regolamentare alleanze politiche con l'esterno, un sistema per assicurare la protezione dei singoli, un sistema giudiziario per risolvere le dispute e per regolamentare il pagamento del prezzo di sangue (il pagamento tra famiglie o tribù per indennizzare la parte offesa, evitando l'applicazione del principio biblico e preislamico della legge del taglione).

## Antefatti
Negli ultimi anni dell'attività di Maometto alla Mecca, una delegazione proveniente da Yathrib, composta da dodici rappresentanti dei principali clan dei B. Khazraj e dei B. Aws, invitò Maometto ad agire presso di loro in veste di arbitro (ḥakam). Vi erano state infatti forti tensioni tra le tribù, degenerate in scontri, l'ultimo dei quali a Buʿāth, al quale avevano partecipato anche le tribù ebraiche alleate con quelle arabe. Per evitare vendette e l'interminabile serie di rappresaglie, la delegazione offrì a Maometto il trasferimento a Yathrib con la sua piccola comunità di musulmani, da anni sottoposti a vessazioni, che non possono però essere propriamente definite persecuzioni.
Emigrato nel 622, Maometto stilò la Costituzione, "stabilendo una sorta di alleanza o federazione tra gli otto clan medinesi e gli emigranti musulmani dalla Mecca, in cui si specificavano diritti e doveri di tutti gli abitanti e le relazioni fra le differenti comunità presenti a Medina (inclusa quella musulmana, quelle ebraiche e gli altri appartenenti all'Ahl al-Kitab).

## Fonti
Gli studiosi non possono contare sul documento originale, ma esiste un gran numero di versioni (la più importante delle quali riportata nelle pagine della prima biografia del Profeta, redatta da Ibn Ishaq, però anche nell'opera di Ibn Sayyid al-Nās (1273-1334) e nel Kitāb al-Amwāl di Abū ʿUbayd) che dimostrano la sostanziale autenticità del testo.
Watt ipotizza che la Costituzione sia stata elaborata nel primo periodo medinese, ma che il testo sia stato scritto in un momento successivo. Hubert Grimme, credeva che la Costituzione fosse stata redatta nel periodo successivo a Badr, mentre Caetani propendeva per il periodo precedente a questa battaglia.
Secondo R.B. Serjeant, i versetti 101-104 della sūra 3 del Corano fanno riferimento alla Costituzione. Nella prima parte il testo sanzionava la nascita di una sorta di confederazione, mentre in una seconda parte di ammonivano i Banu Aws e i Banu Khazraj a tener fede al patto sottoscritto. In una terza sezione, collegata alle precedenti, Maometto incoraggiava i propri seguaci a fronteggiare le forze meccane che avrebbero combattuto a Uḥud.

Sarjeant propendeva a credere che la Costituzione fosse stata originariamente costituita da due distinti documenti.

## Analisi
La Costituzione non fu un trattato nel senso moderno del termine, ma piuttosto una proclamazione unilaterale di Maometto, ha affermato Bernard Lewis. Uno degli aspetti maggiormente interessanti della Costituzione fu l'inclusione delle tribù ebraiche nella Umma. Le tribù ebraiche erano "una comunità tra i credenti" che aveva "la propria religione [come] i musulmani avevano la loro".
La Costituzione di Medina istituiva anche una metodologia pacifica per la risoluzione di dispute fra i diversi gruppi che vivevano a Medina. A.T. Welch, docente dell'Università di Stato del Michigan, afferma: "La Costituzione mette in luce le rare qualità diplomatiche di Maometto, in quanto questa regolamentazione lascia provvisoriamente passare in secondo piano l'ideale che brillava davanti ai suoi occhi di una Umma regolata dal punto di vista della religione ed è determinata essenzialmente dalle considerazioni improntate alla realtà presente".

### Significato dellaUmma
Un altro importante aspetto della Costituzione di Medina è la ridefinizione delle relazioni fra i musulmani.  La Costituzione di Medina privilegiava i legami di fede (silat al-din ) rispetto a quelli di sangue (silat al-damm ) e sottolineava la responsabilità individuale.  Le identità tribali rimanevano, beninteso, importanti, ma la religione acquisiva una centralità assoluta.

### Diritti dei non-musulmani
I non-musulmani inclusi nella Umma godevano dei seguenti diritti:
1. La protezione (dhimma) di Allah, uguale per tutti i gruppi[16]
2. I componenti non-musulmani hanno identici diritti politici e culturali al pari dei musulmani. Essi godono di autonomia e libertà di fede religiosa.[17]
3. I non-musulmani impugneranno le armi contro ogni nemico della Umma e parteciperanno ai costi della guerra. Non vi deve essere slealtà o tradimento tra i due gruppi.[18]
4. I non-musulmani non saranno obbligati a prendere parte a guerre di religione fra musulmani.[19]